# Amiodt István
Amiodt István Ignác (Fülek, 1676. december 22. – Bécs, 1759. március 15.) jezsuita tanár, pap.

## Élete
1692-ben a jezsuita szerzetbe lépett; Nagyszombatban avatták bölcselet- és hitdoktorrá. Aquinói Szent Tamás műveit magyarázta; majd Erzsébet főhercegnőt, Németalföld helytartóját mint gyóntató Brüsszelbe kísérte és 20 éven át, haláláig, tanácsával támogatta. Visszatérve Bécsbe udvari könyvtárosi kinevezést kapott, amely tisztet haláláig töltött be.

## Munkái
- Exercitationes theatrales rhetorum Viennensium. Viennae, 1709
- Germania vetus. uo., 1712
- Germania in naturae operibus admiranda. Partes III. uo., 1713
- Eucharisticon honori divi Joannis Nepomuceni concinnatum. uo., 1744

Nevezetesebbek azonban kéziratai, melyek a Bécsi Császári Könyvtárba kerültek.